# Independența (Călărași)
Independenţa é uma comuna romena localizada no distrito de Călăraşi, na região de Muntênia. A comuna possui uma área de  km² e sua população era de 3552 habitantes segundo o censo de 2007.